# Komei Jyuku

Mon Komei, znak rozpoznawczy Komei Juku.

Komei Juku (zapisywane również Komei Jyuku) - międzynarodowe zgrupowanie uczniów japońskiej sztuki walki, iaijutsu, stworzone przez 21 mistrza odłamu Musō Jikiden Eishin-ryū Yamauchi-Ha, sensei Sekiguchi Takaaki Komei. Szkoła reprezentuje tradycyjny styl szermierki japońskiej (koryu).

## W Polsce
Sekcje iaijutsu reprezentujące Komei Juku istnieją w Polsce od roku 1994, kiedy to powstała pierwsza oficjalna grupa ćwicząca ten styl w mieście Czerwionka-Leszczyny, za inicjatywą sensei Janusza Lukaszczyka który zostaje mianowany pierwszym polskim Shibucho (głównym przedstawicielem). Niedługo potem w innych miastach na Śląsku pojawiają się nowe sekcje Komei Juku (głównie w Gliwicach, Żorach i Katowicach), prowadzone przez sensei Jerzego Ludziejewskiego, który rozpoczął propagowanie tego odłamu szermierki po spotkaniu mistrza Sekiguchi Komei w roku 1996. Podczas seminarium zorganizowanego w Czechach w roku 2005, sensei Jerzy Ludziejewski zostaje oficjalnie mianowany drugim równoległym Shibucho w Polsce. Od tej pory działa w Polsce kilka sekcji tej szkoły, głównie na Śląsku, w miastach takich jak Czerwionka-Leszczyny, Gliwice, Żory i Mikołów. W roku 2011 również sensei Edward Pieczara zostaje mianowany najmłodszym, trzecim równoległym polskim Shibucho. Tym samym aktualnie w Polsce funkcjonują trzy niezależne organizacyjnie szkoły Muso Jikiden Eishin-Ryu Komei Juku.

## Trening
Treningi iaijutsu Komei Juku różnią się zależnie od dojo w którym jest ćwiczone, generalnie składając się z ćwiczeń:
- kihon - technik podstawowych, takich jak cięcia, pozycje, bloki, zbicia
- kata - formalnych sekwencji ruchów wykonywanych samodzielnie bądź w parach.

Większość kata rozpoczyna się z mieczem zamkniętym w saya i kończy ponownym jego schowaniem. Na większości dojo Komei Juku ćwiczy się również tameshigiri - cięcia słomianych mat ostrym mieczem, oraz generalną szermierkę w parach z użyciem drewnianych mieczy bokutō. Jak w większości szkół koryu na treningach kładzie się duży nacisk na tradycję, dyscyplinę oraz etykietę.
Praktykanci Komei Juku w odróżnieniu od większości innych szkół iai ćwiczą nadzwyczaj długimi i ciężkimi mieczami katana, często robionymi na specjalne zamówienie. Długość ostrza oscyluje w granicach 2 Shaku 7 Sun (~82cm) do 3 Shaku (~91cm).

## Kata
Oficjalne techniki Komei Juku ćwiczone są w pojedynkę oraz w parach, zależnie od wykonywanego kata. Formy podzielone są na 9 grup: 7 grup ćwiczonych samotnie oraz 2 zawierające układy w parach.

## Shoden Seiza no Bu
1. Mae
2. Migi
3. Hidari
4. Ushiro
5. Yaegaki
6. Ukenagashi
7. Kaishaku
8. Tsukekomi
9. Tsukikage
10. Oikaze
11. Nukiuchi

## Chuden Tatehiza no Bu
1. Yokogumo
2. Toraisoku
3. Inazuma
4. Ukigumo
5. Oroshi
6. Iwanami
7. Urokogaeshi
8. Namigaeshi
9. Takiotoshi
10. Makko

## Okuden Tachi Waza no Bu
1. Yukizure
2. Tsuretachi
3. Somakuri
4. Sodome
5. Shinobu
6. Yukichigai
7. Sodesurigaeshi
8. Moniri
9. Kabezoi
10. Ukenagashi
11. Itomagoi (Ichi, Ni, San)

## Okuden Suwari Waza no Bu
1. Kasumi
2. Sunegakoi
3. Tozume
4. Towaki
5. Shihogiri
6. Tanashita
7. Ryozume
8. Torabashiri

## Toryu Bangai no Bu - Gohon no Kata
1. Mae
2. Aranami
3. Kesaguruma
4. Takiguruma
5. Tatsumaki

## Toryu Bangai no Bu - Sanbon no Kata
1. Hayanami
2. Raiden
3. Jinrai

## Zen Nihon Iaido - Toho
1. Maegiri
2. Zengugiri
3. Kiriage
4. Shihogiri
5. Kissakigaeshi

## Kumitachi Nanhon no Kata
1. Deai
2. Kobushidori
3. Zetsumioken
4. Dokumioken
5. Tsubadome
6. Ukenagashi
7. Mappo

## Tsume Iai
1. Hasso
2. Kobushidori
3. Iwanami
4. Yaegaki
5. Urokogaeshi
6. Kuraiyurumi
7. Tsubamegaeshi
8. Gansekiotoshi
9. Suigetsuto
10. Kasumiken
11. Uchikomi